# Charles D. Gemar
Charles Donald "Sam" Gemar, född 4 augusti 1955 i Yankton, South Dakota, är en amerikansk astronaut uttagen i astronautgrupp 11 den 4 juni 1985. Han har tidigare varit officer och pilot i USA:s armé.

## Rymdfärder
- STS-38
- STS-48
- STS-62